# Emoia rufilabialis
Emoia rufilabialis es una especie de escincomorfos de la familia Scincidae.

## Distribución geográfica
Es endémica de las islas Santa Cruz (Islas Salomón).